# Федеральна служба (РФ)
Федеральна служба — різновид федеральних органів виконавчої влади в Російській Федерації. Основна функція федеральних служб: контроль і нагляд за виконанням правових норм у певній галузі, а також надання послуг. Статус федеральних служб впорядкований в 2004 році у результаті адміністративної реформи. Більшість федеральних служб знаходяться під юрисдикцією відповідних федеральних міністерств РФ, але деякі безпосередньо підпорядковуються президенту РФ або уряду РФ.

## Список федеральних служб Російської Федерації
(у відповідності зі структурою федеральних органів виконавчої влади Росії, затвердженої указом президента Російської Федерації від 21 травня 2012 р. № 636)
- Федеральна служба з військово-технічного співробітництва (підвідомча міністерству оборони РФ)
- Федеральна служба з технічного та експортного контролю (підвідомча міністерству оборони РФ)
- Федеральна служба виконання покарань (підвідомча міністерству юстиції РФ)
- Федеральна служба судових приставів (підвідомча міністерству юстиції РФ)
- Державна фельд'єгерська служба Російської Федерації (у ранзі федеральної служби, підпорядкована безпосередньо президенту РФ)
- Служба зовнішньої розвідки Російської Федерації (у ранзі федеральної служби, підпорядкована безпосередньо президенту РФ)
- Федеральна служба безпеки Російської Федерації (підпорядкована безпосередньо президенту РФ)
- Федеральна служба Російської Федерації з контролю за обігом наркотиків (підпорядкована безпосередньо президенту РФ)
- Федеральна служба охорони Російської Федерації (підпорядкована безпосередньо президенту РФ)
- Федеральна служба з фінансового моніторингу (підпорядкована безпосередньо президенту РФ)
- Федеральна служба з нагляду у сфері охорони здоров'я (підвідомча міністерству охорони здоров'я РФ)
- Федеральна служба з нагляду у сфері освіти і науки (підвідомча міністерству освіти і науки РФ)
- Федеральна служба з гідрометеорології та моніторингу навколишнього середовища (підвідомча міністерству природних ресурсів і екології РФ)
- Федеральна служба з нагляду у сфері природокористування (підвідомча міністерству природних ресурсів і екології РФ)
- Федеральна служба з нагляду у сфері зв'язку, інформаційних технологій і масових комунікацій (підвідомча міністерству зв'язку та масових комунікацій РФ)
- Федеральна служба з ветеринарного і фітосанітарного нагляду (підвідомча міністерству сільського господарства РФ)
- Федеральна служба з нагляду у сфері транспорту (підвідомча міністерству транспорту РФ)
- Федеральна служба з праці та зайнятості (підвідомча міністерству праці та соціального захисту РФ)
- Федеральна податкова служба (підвідомча міністерству фінансів РФ)
- Федеральна служба фінансово-бюджетного нагляду (підвідомча міністерству фінансів РФ)
- Федеральне казначейство (у ранзі федеральної служби, підвідомча міністерству фінансів РФ)
- Федеральна служба з акредитації (підвідомча міністерству економічного розвитку РФ)
- Федеральна служба державної реєстрації, кадастру і картографії (підвідомча міністерству економічного розвитку РФ)
- Федеральна служба з інтелектуальної власності (підвідомча міністерству економічного розвитку РФ)
- Федеральна антимонопольна служба (підпорядкована безпосередньо уряду РФ)
- Федеральна служба державної статистики (підпорядкована безпосередньо уряду РФ)
- Федеральна служба з оборонного замовлення (підпорядкована безпосередньо уряду РФ)
- Федеральна міграційна служба (підпорядкована безпосередньо уряду РФ)
- Федеральна служба з нагляду у сфері захисту прав споживачів і добробуту людини (підпорядкована безпосередньо уряду РФ)
- Федеральна служба з регулювання алкогольного ринку (підпорядкована безпосередньо уряду РФ)
- Федеральна митна служба (підпорядкована безпосередньо уряду РФ)
- Федеральна служба з тарифів (підпорядкована безпосередньо уряду РФ)
- Федеральна служба з фінансових ринків (підпорядкована безпосередньо уряду РФ)
- Федеральна служба з екологічного, технологічного і атомного нагляду (підпорядкована безпосередньо уряду РФ)